# Harald Kolz
Harald Kolz (* 11. September 1944 in Plauen) ist ein deutscher Jurist. Er war von 2000 bis 2009 Richter am Bundesgerichtshof.

## Leben und Wirken
Kolz trat nach Abschluss seiner juristischen Ausbildung 1971 in den Justizdienst des Landes Hessen ein und war zunächst bei dem Amts- und dem Landgericht Frankfurt am Main tätig. Von 1974 bis 2000 war er – unterbrochen von einer Abordnung 1978 an das Oberlandesgericht Frankfurt am Main – an das Hessische Justizministerium abgeordnet. Während dieser Zeit wurde Kolz zum Richter am Landgericht Frankfurt am Main, 1979 zum Richter am Oberlandesgericht, 1990 zum Ministerialrat, 1993 zum Leitenden Oberstaatsanwalt sowie 1994 zum Leitenden Ministerialrat ernannt. Kolz ist promoviert.
Nach seiner Ernennung zum Richter am Bundesgerichtshof wies das Präsidium Kolz dem 1. Strafsenat zu. Von 2000 bis 2001 war er Ermittlungsrichter II sowie im Jahre 2002 Ermittlungsrichter V. Kolz trat am 30. September 2009 in den Ruhestand.